# Zeta Coronae Borealis
ζ Coronae Borealis (Zeta Coronae Borealis, kurz ζ CrB) ist ein Mehrfachstern im Sternbild Nördliche Krone.
Das ζ-Coronae-Borealis-System liegt 156 Parsec (ca. 510 Lichtjahre) von der Sonne entfernt. Es präsentiert sich zunächst als visueller Doppelstern, wobei der Winkelabstand zwischen dem Hauptstern ζ2 Coronae Borealis (5,1 mag, Spektraltyp B7) und seinem Begleiter ζ1 Coronae Borealis (6,0 mag, Spektraltyp B9) 6,4″ beträgt. Die genaue Umlaufzeit ist nicht bekannt und mag viele tausende Jahre betragen.
Tatsächlich ist ζ Coronae Borealis ein fünffaches Sternsystem. Bei der helleren Komponente ζ2 Coronae Borealis handelt es sich um einen spektroskopischen Dreifachstern. Das innere System, welches aus zwei B7-Sternen mit annähernd gleichen Massen besteht, weist eine Umlaufzeit von 1,72 Tagen auf. Da die Bahnneigung nicht bekannt ist, können die genauen Sternmassen der Komponenten nicht berechnet werden, jedoch lassen sich die Untergrenzen der Massen berechnen, nämlich jeweils 1,155 ± 0,142 und 1,045 ± 0,142 Sonnenmassen. Der dritte Stern umkreist das innere System auf einer äußeren Bahn mit einer Umlaufperiode von 251 Tagen. Die lichtschwächere Komponente ζ1 Coronae Borealis wiederum ist ein spektroskopischer Doppelstern mit einer Periode von 5,36 oder 8,14 Tagen.